# Barbara Spaniol

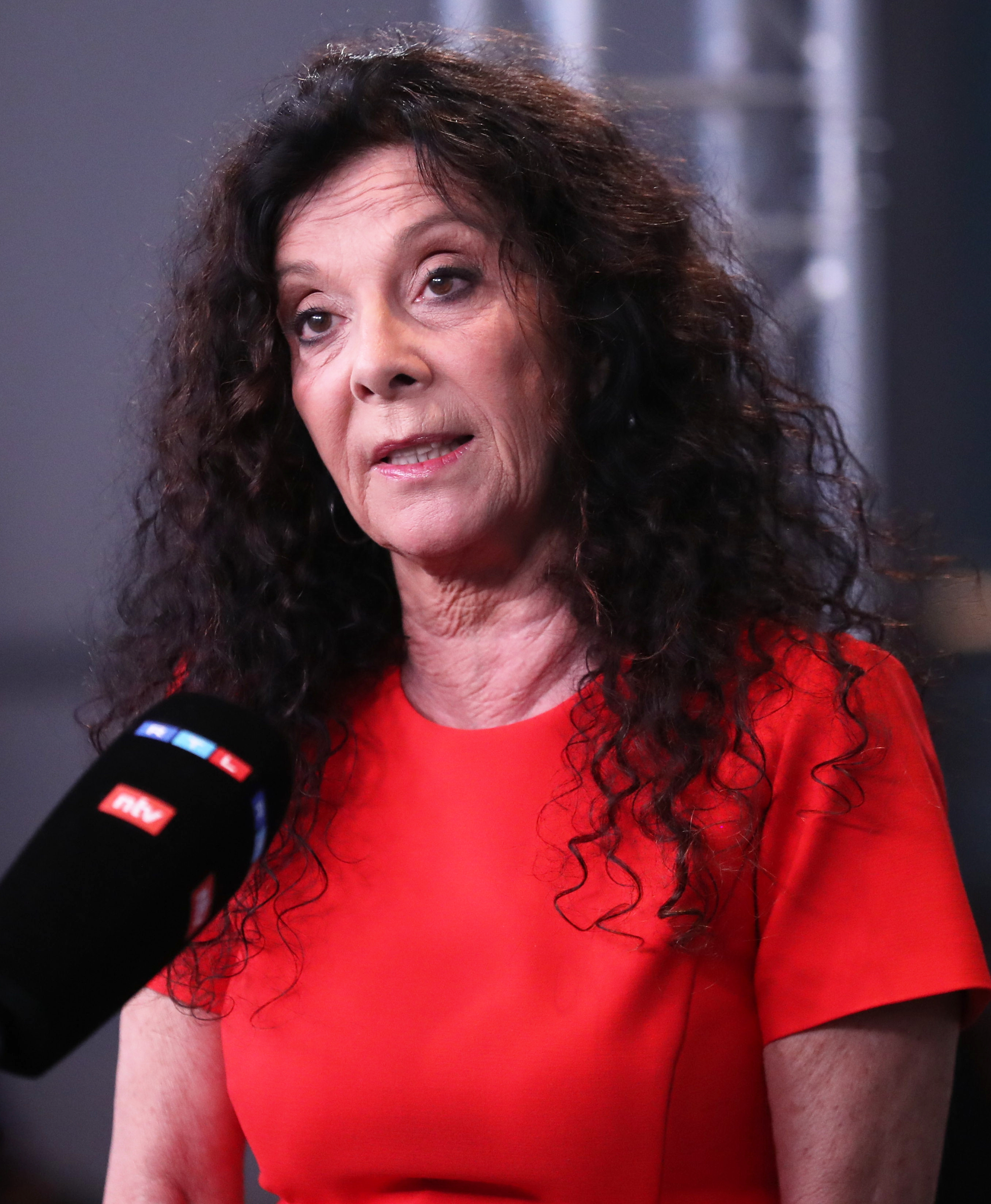
Barbara Spaniol (2022)

Barbara Spaniol (* 17. September 1963 in Dirmingen) ist deutsche Politikerin (bis zum 6. August 2007 Bündnis 90/Die Grünen, seitdem Die Linke). Von 2004 bis 2022 war sie Abgeordnete im Landtag des Saarlandes. Seit September 2022 ist sie Vorsitzende des Landesverbandes Die Linke Saarland.

## Ausbildung und Beruf
Spaniol machte 1982 Abitur und absolvierte danach bis 1985 ein Studium des wissenschaftlichen Bibliotheks- und Informationswesens in Köln, das sie 1985 als Diplom-Bibliothekarin abschloss. Von 1989 bis 1992 hat sie in Grünstadt ein Zusatzstudium an der Akademie für Bürowirtschaft absolviert. 1990 erlangte sie die Lehrbefähigung für Textverarbeitung und wurde danach im Jahr 1991 staatlich geprüfte Lehrerin für Bürotechnik. Von 1985 bis 2004 war sie als Mitarbeiterin der Verwaltung des saarländischen Landtages tätig. 1987 wurde sie verbeamtet und hatte die Stellen der stellvertretenden Leiterin der Abteilung für Informationsdienste und der Leiterin der Landtagsbibliothek inne, bevor sie zuletzt im höheren Dienst beim Landtag des Saarlandes tätig war. Von 1997 bis 2004 war Spaniol Frauenbeauftragte beim Landtag des Saarlandes und von 2002 bis 2004 Sprecherin der Arbeitsgemeinschaft der Frauenbeauftragten der obersten Landesbehörden.

## Politik
Spaniol war ab 1996 Mitglied der Partei Bündnis 90/Die Grünen. Weiterhin hatte sie eine Mitgliedschaft im Landesvorstand, im Kreisvorstand, im Länderrat und im Bundesfrauenrat. Von 2004 bis 2022 war sie Mitglied im saarländischen Landtag. Dort bekleidete sie zunächst das Amt des parlamentarischen Geschäftsführers ihrer Fraktion. Sie war Sprecherin der Fraktion für Bildungs-, Kultur- und wissenschaftspolitische Fragen, Europapolitik und Frauenpolitik sowie die zweite Schriftführerin des Landtages.
Am 6. August 2007 wechselte Spaniol die Partei und wurde Mitglied der Linken. Bis zum Ende der Legislaturperiode war sie fraktionslose Abgeordnete.
Wegen ihres Austritts aus der Fraktion besetzte der Landtag das Amt des zweiten Präsidiumsschriftführers am 29. August 2007 mit Claudia Willger. Spaniol sah diese Entscheidung als rechtswidrig an, da sie nach ihrer Auffassung für die Dauer der Legislaturperiode in dieses Amt gewählt sei, und kündigte eine Klage an. Im Vorfeld war sie mit ihrem Antrag auf Erlass einer einstweiligen Verfügung vor dem Verfassungsgerichtshof gescheitert.
Am 16. Oktober 2013 wurde sie als Nachfolgerin des verstorbenen Rolf Linsler zur zweiten Vizepräsidentin des saarländischen Landtags gewählt. In ihrer Fraktion war sie bildungs-, frauen- und medienpolitische Sprecherin.
Am 2. November 2021 wurde sie aus der Fraktion der Linken ausgeschlossen. Eine Woche später gründete sie mit der bis dahin fraktionslosen Dagmar Ensch-Engel, ebenfalls Mitglied der Partei Die Linke, die Fraktion Saar-Linke, deren Vorsitzende Spaniol war.
Bei der Landtagswahl 2022 trat Spaniol als Spitzenkandidatin der Linkspartei an, die jedoch mit 2,6 % (−10,2 %) den Wiedereinzug in den Landtag verfehlte. Am 11. September 2022 wurde sie auf dem Landesparteitag in Homburg zur Vorsitzenden der Saar-Linken gewählt.

## Gesellschaftliche Funktionen
- Mitglied der Gewerkschaft Erziehung und Wissenschaft GEW
- Mitglied bei Mehr Demokratie e. V.
- Mitglied im Sport- und Spielverein SSV Homburg-Erbach
- Mitglied der Interessengemeinschaft Erbach-Berliner Wohnpark in Homburg
- Unterstützerkreis Pro Familia Neunkirchen

## Familie
Spaniol ist mit dem Saarbrücker Arzt und Politiker Andreas Pollak verheiratet und hat ein Kind. Andreas Pollak war selbst von 1994 bis 1999 Abgeordneter der Grünen im Landtag des Saarlandes. Vor dem Wechsel seiner Ehefrau zur Linken beendete er ebenfalls seine politische Tätigkeit bei den Grünen.